# Левитина, Ольга Михайловна
О́льга Миха́йловна Леви́тина (род. 7 июля 1975) — российская актриса. Заслуженная артистка РФ (2007).

## Биография
Ольга Михайловна Левитина родилась 7 июля 1975 года в Москве, в семье Ольги Остроумовой и Михаила Левитина.
В детстве мечтала стать балериной, с пяти лет занималась в балетной студии при Большом театре. В кино дебютировала в 1981 году, возрасте шести лет, когда сыграла небольшую роль в фильме «Василий и Василиса». В 11 классе по международной программе обмена школьников прожила год в США. Окончила спецшколу с углубленным изучением иностранных языков. 
В 1993 году стала студенткой ГИТИСа имени Луначарского, курс Петра Фоменко. В 1998 году принята в Мастерскую Петра Фоменко.
В 2000 году перешла в Московский театр «Эрмитаж». 
В 2017 году получила специальный приз президента фестиваля «Амурская осень» за роль в фильме Подлец.
Живёт и работает в Москве.

## Семья
Брат — Михаил (р. 1983), сын Захар (р. 2007), дочь (р.2023).

## Театральные работы

### Мастерская Петра Фоменко
- Свадьба по Чехову (приз зрительских симпатий от Комсомольской правды)
- Волки и овцы
- Одна абсолютно счастливая деревня

### Театр «Эрмитаж»
- Безразмерное Ким-танго
- Зойкина квартира
- Изверг
- Леокадия и десять бесстыдных сцен
- Пир во время ЧЧЧумы. Фрагменты
- Под кроватью (Игра на нервах)
- Суер-Выер
- Уроки русского по Михаилу Жванецкому
- Эрендира и ее бабка
- Стакан воды
- Меня нет дома
- О сущности любви
- Моя тень

## Фильмография (не полная)
| Год  |    | Название                  | Роль                    |  |
| ---- | -- | ------------------------- | ----------------------- |  |
| 1981 | ф  | «Василий и Василиса»      | дочь Василия и Василисы |  |
| 1992 | ф  | Прощальные гастроли       | проводница              |  |
| 1996 | тф | Любить по-русски 2        | беженка Анюта           |  |
| 1997 | ф  | Не валяй дурака…          | Алёна                   |  |
| 1999 | ф  | Страстной бульвар         | эпизод                  |  |
| 2003 | ф  | Прощание в июне           | Маша                    |  |
| 2003 | с  | Русские амазонки 2        | Елена Русанова          |  |
| 2005 | с  | Не родись красивой        | Василиса Кузнецова      |  |
| 2005 | с  | Свой человек (телесериал) | знакомая Клавишника     |  |
| 2007 | с  | Марш Турецкого (4 сезон)  | Таня                    |  |
| 2010 | с  | Любовь и прочие глупости  | Людочка                 |  |
| 2010 | с  | Группа счастья            | Светлана                |  |
| 2015 | ф  | Подлец                    | Юлия                    |  |